# Trofeo Città di San Vendemiano
Die Trofeo Città di San Vendemiano ist ein Straßenradrennen für U23-Männer in Italien.
Das Eintagesrennen wurde erstmals im Jahr 1947 als Gran Premio Industria e Commercio di San Vendemiano ausgetragen. Seit der Saison 2008 findet das Rennen unter dem neuen Namen statt und ist in die Kategorie 1.2 eingestuft. Die Strecke führt durch die Po-Ebene und die Weinberge in den südlichen Ausläufern der belluneser Alpen, eines der Hauptanbaugebiete des Prosecco.

## Palmarès (ab 2008)
| Jahr | Sieger            | Zweiter           | Dritter             |
| ---- | ----------------- | ----------------- | ------------------- |
| 2008 | Simon Clarke      | Giorgio Cecchinel | Blaž Furdi          |
| 2009 | Pawel Kotschetkow | Manuele Boaro     | Jegor Silin         |
| 2010 | Stefano Agostini  | Andrea Vaccher    | Enrico Battaglin    |
| 2011 | Michele Gazzara   | Mario Sgrinzato   | Patrick Lane        |
| 2012 | Enrico Barbin     | Daniele Dall'Oste | Jakub Novák         |
| 2013 | Mark Džamastagič  | Tim Mikelj        | Gianluca Milani     |
| 2014 | Giacomo Berlato   | Caleb Ewan        | Simone Andreetta    |
| 2015 | Gianni Moscon     | Stefano Nardelli  | Robert Power        |
| 2016 | Simone Consonni   | Filippo Ganna     | Nicola Bagioli      |
| 2017 | Nicola Conci      | Jai Hindley       | Eddie Dunbar        |
| 2018 | Alberto Dainese   | Francesco Romano  | Francesco Di Felice |
| 2019 | Andrea Bagioli    | Martin Marcellusi | Marco Murgano       |
| 2020 | Antonio Tiberi    | Kevin Colleoni    | Matteo Baseggio     |
| 2021 | Paul Lapeira      | Jacopo Menegotto  | Mattia Petrucci     |
| 2022 | Federico Guzzo    | Fran Miholjević   | Germán Darío Gómez  |
| 2023 | Anders Foldager   | Andrea Debiasi    | Giosuè Epis         |
| 2024 | Florian Kajamini  | Nicolò Arrighetti | Ludovico Crescioli  |